# Sacré Far West
Pour plus de détails, voir Fiche technique et Distribution.
Sacré Far West (A Talent for Loving) est un western parodique britanno-américain réalisé par Richard Quine et sorti en 1969.
Le film est une adaptation du roman publié en 1961 Sacré Far-West (A Talent for Loving; or The Great Cowboy Race), écrit par Richard Condon qui s'est également chargé du scénario du film.

## Synopsis
Au Texas et dans le nord du Mexique, vers 1865, William Patten, ancien major et joueur de cartes professionnel, est au bord de la ruine. Pour pouvoir se maintenir à flot, il épouse une riche dame mexicaine dont la famille a toutefois été frappée d'une malédiction trois cents ans plus tôt. Un prêtre aztèque, qui a dû couper sa propre main, condamne les conquistadors espagnols qui l'ont harcelé et tous leurs descendants à une insatiable soif d'amour, une fois qu'ils ont goûté à l'amour physique — ne serait-ce qu'un baiser.
Ainsi, Patten n'est pas seulement en concurrence avec le riche propriétaire terrien de la région et un bandit mexicain pour obtenir les faveurs des dames, mais il doit également se défendre contre les désirs de plus en plus exigeants de la féminité.

## Fiche technique
- Titre français : Sacré Far West ou La Rage d'aimer ou Un talent pour aimer[2]
- Titre original américain : A Talent for Loving ou Gun Crazy[1]
- Réalisateur : Richard Quine
- Scénario : Richard Condon d'après son roman A Talent for Loving; or The Great Cowboy Race (1961) Publié en français sous le titre Sacré Far-West, Paris, Plon, 1967
- Photographie : Clifford Stine
- Montage : Eric Boyd-Perkins
- Musique : Ken Thorne
- Production : Walter Shenson, Leon Becker, Charles Bluhdorn, Robert Evans
- Société de production : Walter Shenson Films, Saltair Productions
- Pays de production :  États-Unis -  Royaume-Uni
- Langue originale : anglais américain
- Format : Couleurs - 1,33:1 - Son mono - 35 mm
- Durée : 110 minutes
- Genre : Western parodique
- Dates de sortie :
  - France : 1971[2]
  - Canada : 1er février 1973
  - États-Unis : 2 décembre 1973 (Los Angeles)

## Distribution
- Richard Widmark : Major William Patten
- Chaim Topol : Molina, le bandit mexicain
- Geneviève Page : Lady Butler
- Cesar Romero : Don Jose, le propriétaire terrien
- Fran Jeffries : María
- Derek Nimmo : Moddie
- Max Showalter : Franklin
- Joe Melin : Tortillaw
- John Bluthal (en) : Martinelli
- Libby Morris : Jacaranda
- Mircha Carven : Benito